# Filialkirche Christofberg

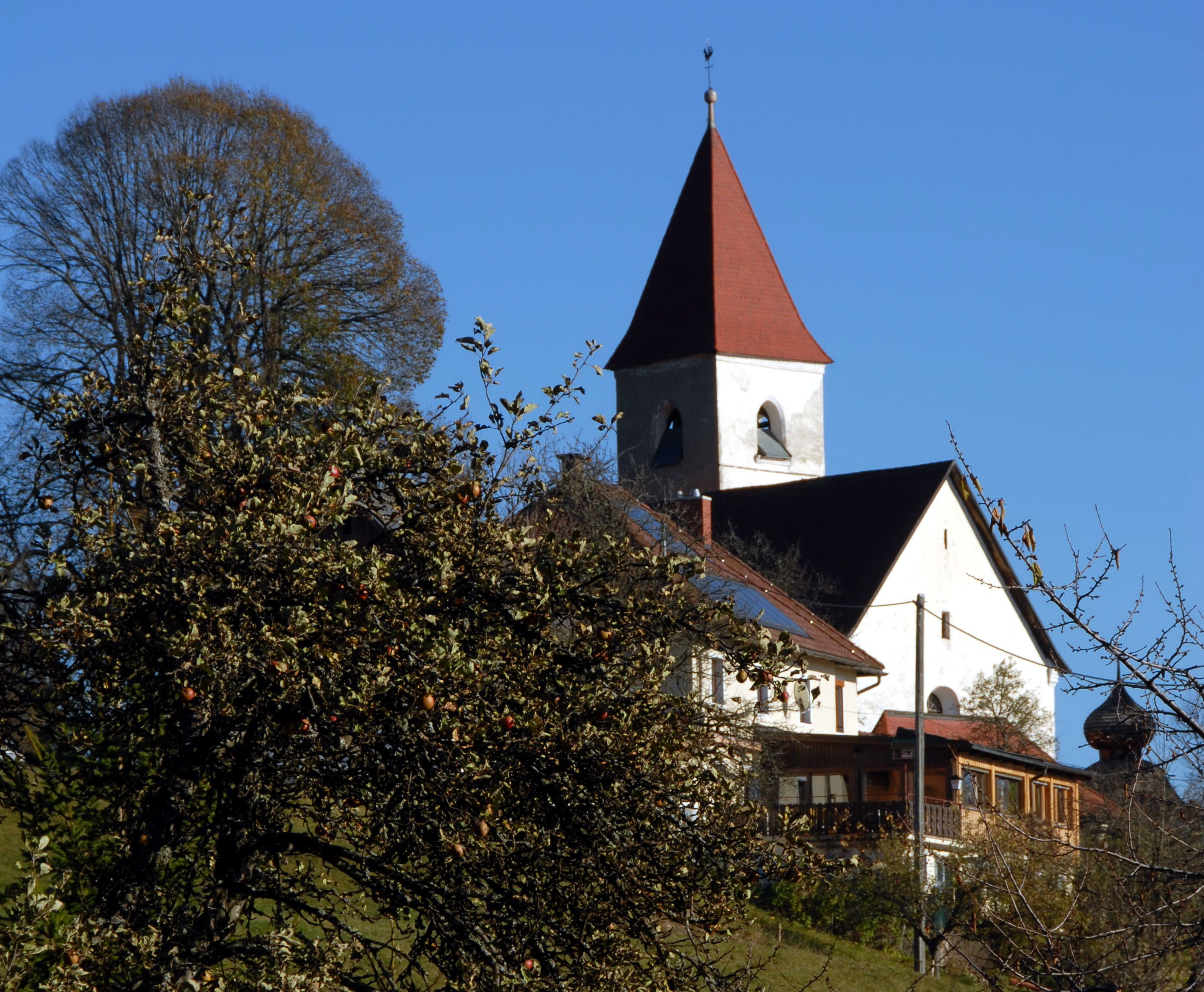
Filialkirche heiliger Christophorus

Die dem heiligen Christophorus geweihte katholische Filialkirche Christofberg ist ein Kirchenbau in der Ortschaft Christofberg der Kärntner Gemeinde Brückl. Das 957 m hoch gelegene, weithin sichtbare Bauwerk liegt auf einem Berggipfel innerhalb einer Umfassungsmauer. Der schlichte Bau wurde im Jahre 1627 unter Abt Hieronymus Marchstaller des Stifts St. Paul im Lavanttal errichtet und im 19. Jahrhundert erneuert. Das Kirchengebäude steht unter Denkmalschutz (Listeneintrag).

## Bauwerk
An der Südseite des leicht eingezogenen Chors steht der Sakristeiturm mit Pyramidenhelm. Die Lichtflutung des Innenraums erfolgt über spitzbogige gotisierende Fenster aus der Mitte des 19. Jahrhunderts. Das westliche Vordach ruht auf Säulen. Das Langhaus ist flach gedeckt und hat einen rundbogigen Triumphbogen. Der Chor ist einjochig mit Dreiachtelschluss ausgestaltet und kreuzgratgewölbt.

## Einrichtung
Der frühbarocke Hochaltar datiert um die Jahre 1630/1640, hat einen dreizonigen Aufbau über hohem Sockel, die erste und zweite Zone präsentiert sich in Gestalt von Ädikulen mit seitlichen Konsolfiguren unter Baldachinbögen, die dritte Zone ist als rundbogiger Beschlagwerkrahmen ausgestaltet, seitlich davon präsentieren sich zwei Engelsfiguren, der Abschluss erfolgt durch ein Kruzifix; in der Mitte steht die Figur des heiligen Christophorus, links die Figur des heiligen Petrus, rechts jene des heiligen Paulus; in der zweiten Zone gewahrt man ein Bild des heiligen Rochus, links die Figur der heiligen Barbara, rechts der heiligen Margarethe und als Aufsatz ein Vesperbild. Der Tabernakel aus dem Jahre 1771 wird Johann Pacher zugeschrieben. Aus der Werkstatt des Johann Pacher stammen auch der linke Seitenaltar (1771) sowie die Kanzel (1771), für die Tischlerarbeiten zeichnet Leopold Schmidt verantwortlich; 1773 wurde er gefasst von Franz Höcher. Der rechte Seitenaltar datiert um 1700. Er wird geziert von bemalten Antependien aus der Mitte des 18. Jahrhunderts. Eine Restaurierung beider Seitenaltäre erfolgte im Jahr 1988.

## Glocken
Das Geläut stammt von den beiden Meistern Mathias Landsmann aus dem Jahre 1673 und Marx Mathias Zechenter aus dem Jahre 1719.

## Kapelle
Der in die Umfassungsmauer einbezogene halbrunde vorne offene Bau mit Zwiebelhelm aus dem Jahre 1782 befindet sich südlich der Kirche. Er zeigt ein volkstümliches Christophorusbild.

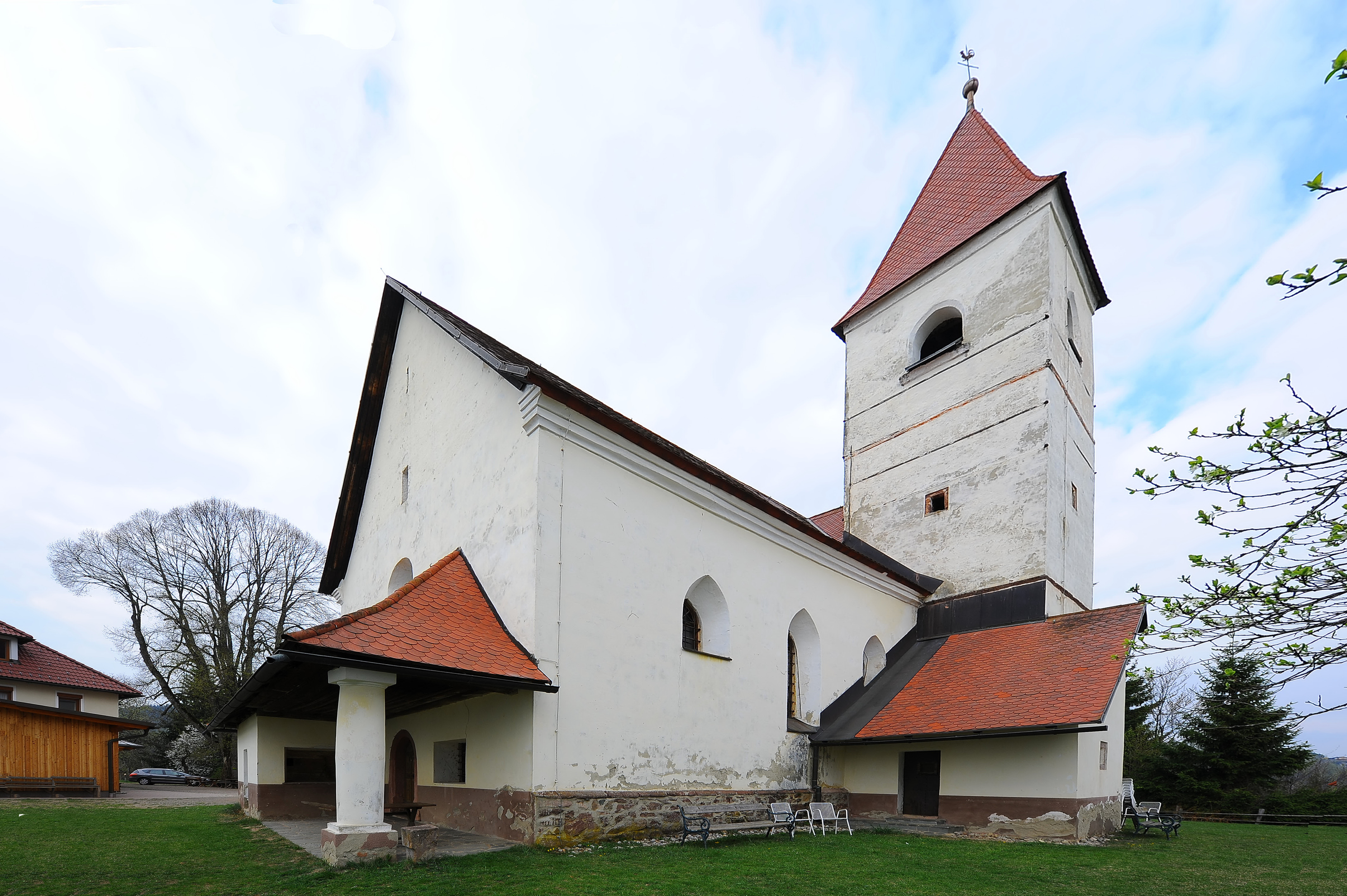
Christophoruskirche
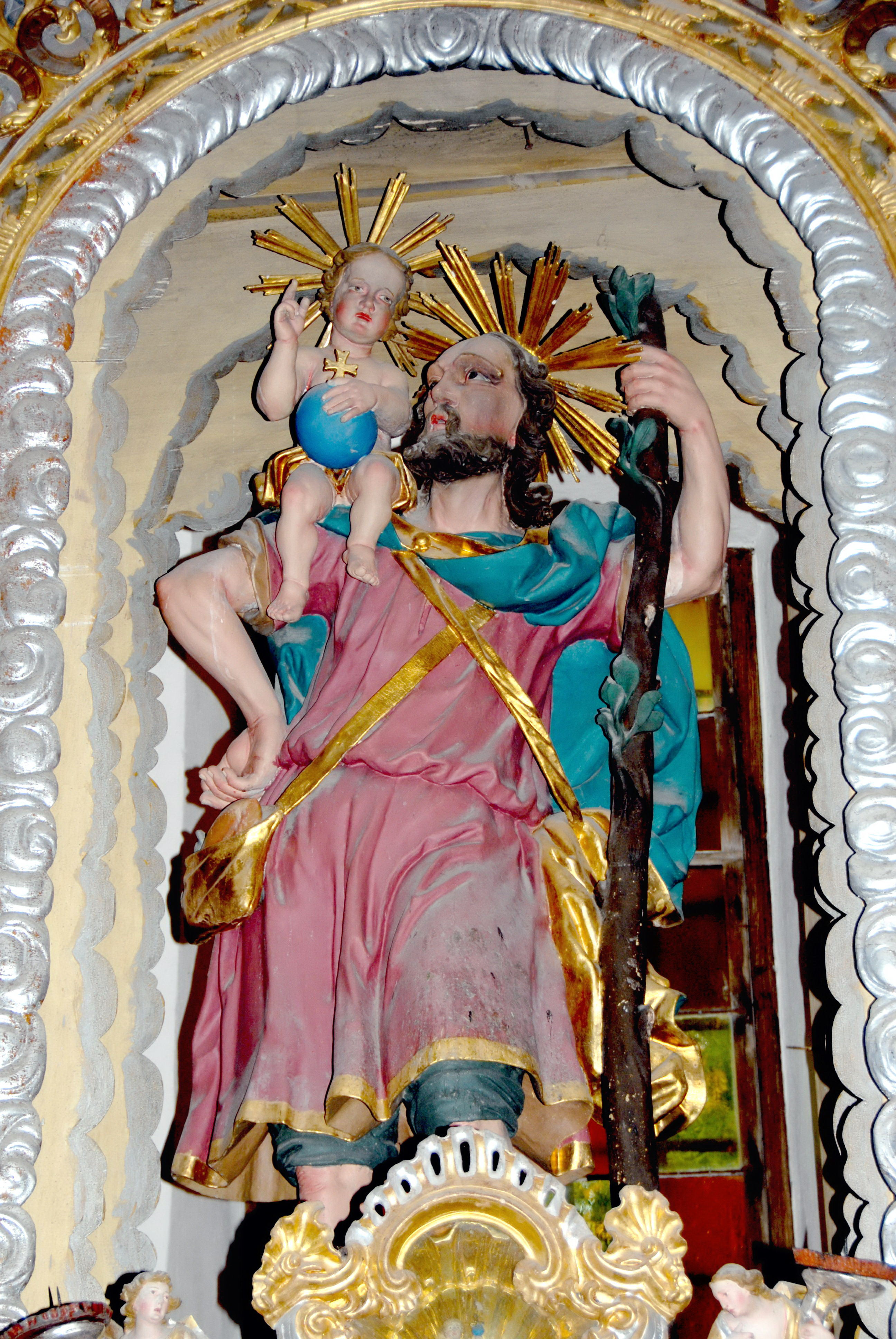
Altarfigur heiliger Christophorus
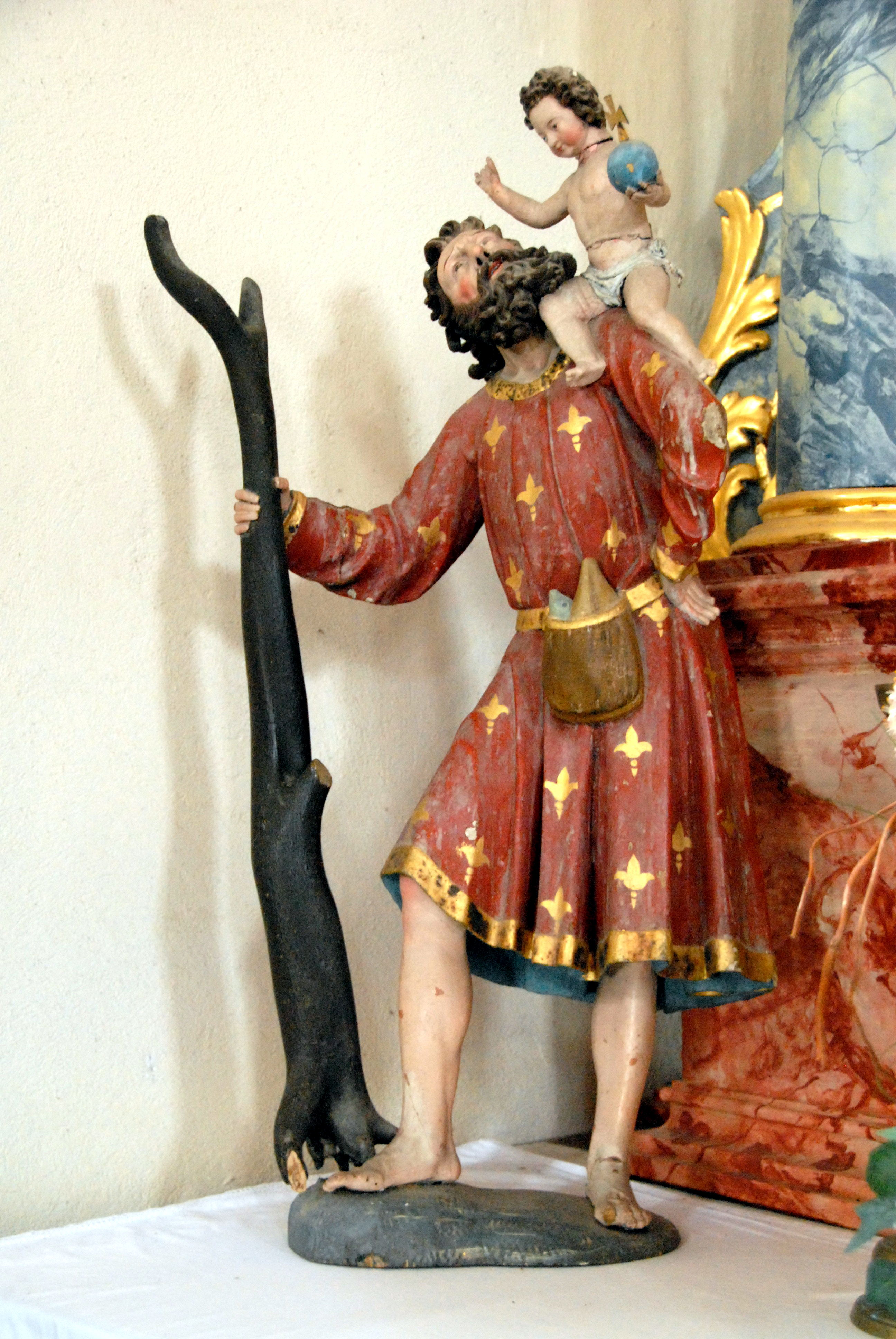
Figur des heiligen Christophorus auf dem linken Seitenaltar
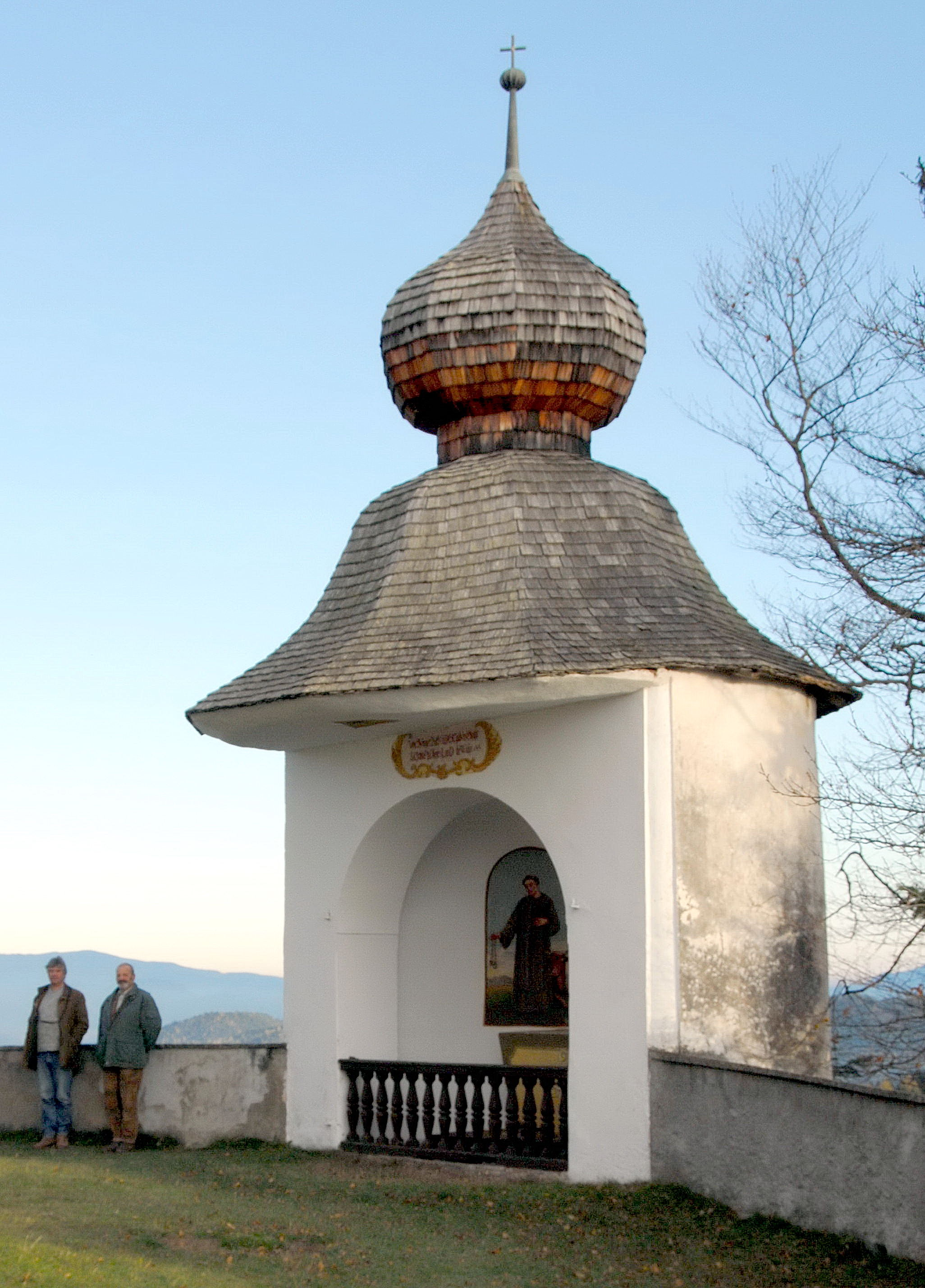
Kapelle auf dem Christofberg